# Thionville FC
Thionville FC is een Franse voetbalclub uit Thionville in Lotharingen. De club speelde twee seizoenen in de Division 2.

## Geschiedenis

### La Sportive Thionville
De club werd in 1905 opgericht als Fußball-Club Diedenhofen. Diedenhofen was de toenmalige naam van Thionville en behoorde toe aan het Duitse Keizerrijk. Na de Eerste Wereldoorlog viel Diedenhofen in Franse handen en werd de club naam La Sportive Thionvilloise. In deze tijd bestond de moderne Franse competitie niet en het Frans voetbal was verdeeld in regionale kampioenschappen. Thionville speelde in de hoogste klasse van de Divsion Honneur Lorraine. In 1923 kon de club de hegemonie van CA Metz doorbreken en werd voor het eerst kampioen. Dit deed de club nog eens over in 1925 en 1928. In deze periode won de club ook twee keer de beker van Lotharingen.
In juli 1940 werd het departement Moselle geannexeerd door nazi-Duitsland. De club moest noodgedwongen de naam veranderen in Turn- und Sportgemeinschaft Diedenhofen en speelde in de Kreisklasse Westlothringen, de tweede klasse. Na de oorlog keerde de club terug onder de Franse naam naar de Franse competitie. Het duurde enkele jaren vooraleer de club terug kon promoveren naar de DH Lorraine. In 1961 werd de club kampioen en promoveerde zo naar de derde klasse. Na twee seizoenen degradeerde de club terug en bleef nu tot 1977 in de DH Lorraine spelen. Na twee seizoenen derde klasse promoveerde Thionville voor het eerst naar de tweede klasse. De club nam nu het profstatuut aan. In het eerste seizoen werd de club elfde op achttien clubs. Het volgende seizoen startte zeer goed en Thionville werd herfstkampioen voor latere kampioen Stade Brestois. De club had uitzicht om te promoveren maar de terugronde verliep dramatisch. De inkomsten bleven echter onder de verwachtingen, zeker in een tijd dat er nog geen tv-gelden bestonden en de club eindigde uiteindelijk zesde en moest het faillissement aanvragen.

### Thionville FC
De club begon opnieuw in de vierde klasse onder de naam Thionville FC. Na drie seizoenen werd de club kampioen en promoveerde naar de derde klasse. Het volgende decennium ging de club op en neer tussen de derde en vierde klasse. In 1993 kwamen er competitiehervormingen. Tot dan toe bestond de tweede klasse uit twee reeksen en de derde klasse uit zes reeksen. De tweede klasse ging naar één reeks en de derde klasse naar twee reeksen, waardoor het gros van de clubs dus degradeerden naar de vierde klasse, waaronder ook Thionville. Al snel verzeilde de club zelfs in de vijfde klasse. In 2000 degradeerde de club terug naar de DH Lorraine, inmiddels de zesde hoogste klasse. Sindsdien speelt de club in deze klasse en in 2005 en 2008 kwam de club erg dicht bij een promotie met een tweede plaats.

## Erelijst
DH Lorraine
1923, 1925, 1928, 1961, 1977

## Trainers
- 1976-1979 : Rolland Ehrhardt
- 1979-1980 : Robert Szczepaniak dan Pierre Flamion (januari 1980)
- 1980-1981 : Pierre Flamion
- 1983-1986 : Pawel Chodakowski
- 1986-1987 : Pawel Chodakowski dan Branko Tucač (februari 1987)
- 1987-1992 : Roméo Roncen
- 1992-2000 : José Souto
- 2000-2001 : Gabriel Dalvit
- 2001-2003 : Pascal Raspollini
- 2003-2006 : Patrick Libot
- 2006-2007 : Gabriel Dalvit
- 2008-2009 : Eric Brusco